# Liste von Brücken in Hamburg/N

## N
| Foto | Name, Kurzbeschreibung | Nutzung           | (Erst)Bau | Stadtteil, Lage                                                  |
| ---- | --- | ----------------- | --------- | ---------------------------------------------------------------- |
|      | Nettelnburger Brücke (N216) Mit dieser Brücke quert die Nettelnburger Straße das Landscheidefleet in Allermöhe.                                                   | Straße            |           | Bergedorf, Allermöhe, Neuallermöhe (53° 28′ 40″ N, 10° 11′ 5″ O) |
|      | Neue Elbbrücke Norderelbbrücke im Zuge der B 4/B 75; Stahlbetonkonstruktion; nicht im Straßenverzeichnis aufgeführt. Die Brücke steht unter Denkmalschutz.        | Straße            | 1884/1887 | Rothenburgsort, Veddel (53° 31′ 55″ N, 10° 1′ 34″ O)             |
|      | Neuenfelder Straßenbrücke siehe Hermann-Keesenberg-Brücke | Straße            |           | Wilhelmsburg                                                     |
|      | Neuengammer Blaue Brücke Zwischen dem Neuengammer Hausdeich und dem Curslacker Deich führt diese Brücke über die Dove Elbe.                                       | Straße            |           | Curslack, Neuengamme (53° 26′ 15″ N, 10° 14′ 13″ O)              |
|      | Neuengammer Durchstichbrücke Eine im Jahr 1934 errichtete Stahlbetonbrücke über den Neuengammer Durchstich, einen Kanal zwischen der Dove Elbe und der Gose Elbe. | Straße            | 1934      | Neuengamme (53° 27′ 50″ N, 10° 11′ 42″ O)                        |
|      | Neuengammer Hausdeichbrücke Diese Brücke ist nach dem Neuengammer Hausdeich benannt. Als „Hausdeich“ bezeichnet man einen Deich, an oder auf dem Häuser stehen.   | Straße            |           | Neuengamme (53° 26′ 7″ N, 10° 14′ 15″ O)                         |
|      | Neuengammer Hinterdeichbrücke Diese Brücke ist nach dem Hinterdeich in Neuengamme benannt. Sie führt bei Achterdeich über den Neuengammer Durchstich.             | Straße            |           | Neuengamme (53° 26′ 56″ N, 10° 10′ 27″ O)                        |
|      | Neuerwallbrücke Mit dieser Brücke quert der Neue Wall den Neuerwallfleet zwischen Alsterfleet und Bleichenfleet.                                                  | Straße            |           | Neustadt (53° 33′ 5″ N, 9° 59′ 24″ O)                            |
|      | Neuerwegsbrücke (N223) Zwischen den Straßen Am Sandtorkai und St. Annenfleet führt diese Brücke über das St. Annenfleet.                                          | Straße            |           | HafenCity (53° 32′ 39″ N, 9° 59′ 47″ O)                          |
|      | Neue Veringkanaldrehbrücke Der Name des Veringkanals geht auf Hermann Vering zurück, der das umliegende Gebiet für die Besiedlung erschloss.                      | Straße            |           | Wilhelmsburg (53° 30′ 38″ N, 9° 59′ 2″ O)                        |
|      | New-York-Brücke Eine der vielen Fußgängerbrücken in der City Nord, deren Namen an die großen Überseeischen Handelszentren erinnern.                               | Fußweg            |           | Winterhude (53° 36′ 10″ N, 10° 1′ 10″ O)                         |
|      | Niederbaumbrücke (N233) Die Brücke quert den Binnenhafen zwischen dem Baumwall und dem Freihafen.                                                                 | Straße            |           | HafenCity, Neustadt (53° 32′ 37″ N, 9° 58′ 57″ O)                |
|      | Niedernfelder Brücke Eine Brücke in Nähe der S-Bahn-Station Veddel-Ballinstadt, die den Saalehafen vom Spreehafen trennt.                                         | Straße            |           | Kleiner Grasbrook (53° 31′ 23″ N, 10° 0′ 34″ O)                  |
|      | Niendorfer Brücke Die Niendorfer Brücke wurde im Jahr 1878 errichtet und im Jahr 1953 verstärkt. Sie überquert die Tarpenbek.                                     | Straße            | 1878      | Groß Borstel (53° 36′ 36″ N, 9° 57′ 54″ O)                       |
|      | Nikolaibrücke Mit dieser Brücke quert die Willy-Brandt-Straße das Nikolaifleet.                                                                                   | Straße            |           | Hamburg-Altstadt (53° 32′ 50″ N, 9° 59′ 35″ O)                   |
|      | Norderlochbrücke Diese Brücke ist nach dem Gewässer Norderloch – das Steinwerder mit dem Fährkanal verbindet – benannt.                                           | Straße, Eisenbahn |           | Steinwerder (53° 32′ 16″ N, 9° 58′ 6″ O)                         |
|      | Nordkanalbrücke (N195) Eine Brücke zwischen der Amsinckstraße und der Nordkanalstraße. Sie ist nach dem Nordkanal benannt, der inzwischen zugeschüttet wurde.     | Straße            |           | Hammerbrook (53° 32′ 52″ N, 10° 0′ 45″ O)                        |
|      | Nordmarkstraßenbrücke Mit dieser Brücke quert die gleichnamige Straße die Wandse.                                                                                 | Straße            |           | Tonndorf (53° 35′ 9″ N, 10° 6′ 34″ O)                            |

- Karte mit allen Koordinaten:
- OSM |
- WikiMap